# Chakib Tayeb
Chakib Tayeb (Amsterdam, 10 februari 1987) is een Nederlands-Marokkaans voetballer die als aanvaller speelt. 
Hij speelde in de jeugd bij Hellas Sport, Haarlem en Ajax. Van 2008 tot 2010 speelde hij voor FC Omniworld in de Eerste divisie. Sindsdien komt hij uit voor ASV De Dijk.
Tayeb maakte zijn debuut in het betaalde voetbal op 8 augustus 2008 voor Omniworld tegen RBC Roosendaal.

## Carrière
| Seizoen | Club         | Wedstrijden | Doelpunten | Competitie     |
| ------- | ------------ | ----------- | ---------- | -------------- |
| 2008/09 | FC Omniworld | 33          | 3          | Eerste Divisie |
| 2009/10 | FC Omniworld | 22          | 2          | Eerste Divisie |
| Totaal  |              | 55          | 5          |                |